# Лесная ложноглазка
Лесная ложноглазка (лат. Pleurodema thaul) — вид бесхвостых земноводных из семейства Leiuperidae
Общая длина достигает 4,1—5 см. Наблюдается половой диморфизм — самки крупнее самцов. Голова массивная, широкая. Глаза с вертикальными зрачками. Морда округлая. Ноздри расположены сверху. Туловище толстое. Кожа в целом гладкая с жидкими плоскими бородавками на спине. Конечности хорошо развиты. Пальцы с бахромой и небольшими перепонками. У самцов присутствуют брачные мозоли.
Окраска спины жёлтого, зеленоватого или тёмно-зелёного цвета с разбросанными симметричными коричневыми пятнами. Брюхо белое или жёлтое. На подмышечной железе присутствует яркая чёрное пятно.
Любит различные леса, кустарники, луга, реки, болота, пастбища, плантации, сельские сады. Встречается на высоте до 2100 метров над уровнем моря. Активна в сумерках. Питается двукрылыми, паукообразными, растительностью.
Размножение происходит с июня по декабрь в небольших водоёмах.
Вид распространён в Чили и Аргентине.